# آلو بارنگروب
آلو بارنگروب (استونیایی: Alo Bärengrub؛ زادهٔ ۱۲ فوریهٔ ۱۹۸۴) بازیکن فوتبال اهل استونی است.
از باشگاه‌هایی که در آن بازی کرده‌است می‌توان به باشگاه فوتبال فلورا تالین، باشگاه فوتبال نومه کالیو، و باشگاه فوتبال بوده/گلیمت اشاره کرد.
وی همچنین در تیم ملی فوتبال استونی بازی کرده‌است.